# Cộng sản thời chiến
Cộng sản thời chiến (tiếng Nga: Военный коммунизм; 1918 - 1921) là một chính sách kinh tế được những người Bolshevik tiến hành trong Nội chiến Nga với mục tiêu cung cấp đầy đủ vũ khí và lương thực cho các thành phố và lực lượng Hồng Quân, trong điều kiện tất cả các cơ chế và quan hệ kinh tế thông thường đều đã bị chiến tranh phá hoại. Chính sách này, được bắt đầu vào tháng 6 năm 1918, được Ủy ban Kinh tế Tối cao (còn được biết đến với tên Vesenkha) thực hiện. Nó kết thúc vào ngày 21 tháng 3 năm 1921 cùng với khởi đầu cho NEP (Chính sách kinh tế mới), kéo dài đến năm 1928.

## Chính sách

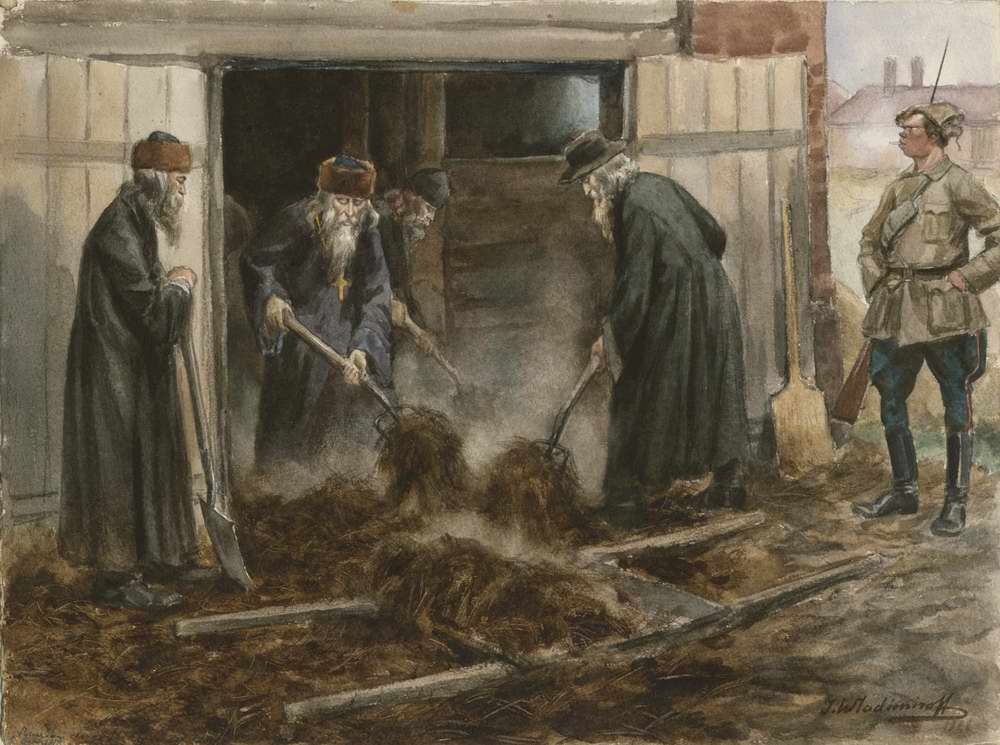
Tăng lữ lao động cưỡng bức, tranh vẽ bởi Ivan Vladimirov

Cộng sản thời chiến bao gồm những chính sách sau:
1. Tất cả nền công nghiệp được quốc hữu hóa và áp dụng cơ chế quản lý tập trung nghiêm ngặt.
2. Giới thiệu độc quyền nhà nước về ngoại thương.
3. Kỷ luật nghiêm khắc đối với người lao động, và đình công có thể bị xử bắn.
4. Nghĩa vụ lao động công ích bắt buộc áp dụng cho "tầng lớp không lao động".
5. Phân chia lương thực – trưng thu thặng dư nông sản từ nông dân theo giá trị tối thiểu để phân phối tập trung cho dân số còn lại.
6. Lương thực và phần lớn hàng hóa được phối cấp và phân phối theo phương thức tập trung.
7. Xí nghiệp tư nhân là bất hợp pháp.
8. Quản lý đường sắt theo dạng quân sự được giới thiệu.

Vì tất cả biện pháp này được thực hiện trong thời kỳ nội chiến, chúng sẽ ít mạch lạc và tác dụng như ghi trên giấy tờ. Nhiều khu vực lớn của nước Nga nằm ngoài sự kiểm soát của người Bolshevik, và hệ thống liên lạc kém đồng nghĩa với việc mặc dù các vùng đó trung thành với chính phủ Bolshevik, họ vẫn thường phải tự mình hành động, thiếu sự chỉ đạo nhất quán từ Moskva. Đã có nhiều tranh cãi về việc "công sản thời chiến" có thực sự là một chính sách kinh tế thật sự theo đúng nghĩa của nó hay không, hay chỉ là một nhóm các biện pháp liều lĩnh để chiến thắng nội chiến bằng mọi giá.

## Mục tiêu
Mục tiêu của những người Bolshevik trong việc hiện thực cộng sản thời chiến là một vấn đề gây tranh cãi. Như đã nói, một số nhà bình luận, bao gồm cả một số người Bolshevik, đã tranh cãi rằng mục đích duy nhất của nó là để chiến thắng trong cuộc chiến. Những người khác có những quan điểm khác nhau. Ví dụ như nhà sử học Richard Pipes, đã tranh cãi rằng cộng sản thời chiến thực ra là một nỗ lực để hiện thực ngay lập tức nền kinh tế xã hội chủ nghĩa và rằng những nhà lãnh đạo Bolshevik đã kỳ vọng một sự tăng trưởng tức thì trên diện rộng trong đầu ra của nền kinh tế. Cũng có thể những người Bolshevik khác nhau có mục tiêu khác nhau trong đầu.

## Kết quả
Mặc dù cộng sản thời chiến giúp giành được chiến thắng trong chiến tranh, nó làm trầm trọng hơn tình trạng khó khăn của toàn bộ dân số đối với hậu quả của chiến tranh. Những người nông dân từ chối hợp tác trong sản xuất lương thực, khi chính phủ lấy đi quá nhiều của họ. Công nhân bắt đầu di cư từ thành phố xuống nông thôn, nơi cơ hội nuôi sống bản thân cao hơn, do đó làm giảm khả năng giao thương công bằng của hàng hóa công nghiệp để đổi lấy thức ăn và làm xấu thêm cảnh ngộ của dân số thành thị còn lại. Giữa năm 1918 và 1920, Petrograd mất đi 75% dân số, trong khi Moskva mất đi 50%. Thị trường chợ đen xuất hiện ở Nga, mặc cho sự đe dọa của luật giới nghiêm cấm làm giàu. Ruble Nga bị đổ vỡ và thay thế bằng một hệ thống trao đổi ngang giá và, đến năm 1921, nền công nghiệp nặng đã giảm còn 20% so với năm 1913. 90% tiền lương là "trả bằng thức ăn" (chi trả theo dạng thức ăn, chứ không phải tiền). 70% đầu máy nằm trong tình trạng cần sửa chữa và trưng thu lương thực, cùng với hiệu ứng 7 năm chiến tranh và hạn hán khắc nghiệt, đã đóng góp vào nạn đói dẫn đến cái chết của từ 3 đến 10 triệu người.
Kết quả là, một chuỗi các cuộc đình công của công nhận và nổi loạn của nông dân, như Nổi loạn Tambov xảy ra khắp đất nước. Bước ngoặt là cuộc nổi dậy Kronstadt ở căn cứ hải quân vào đầu tháng 3 năm 1921. Cuộc nổi loạn đã khiến Lenin sửng sốt, vì những thủy thủ Kronstadt là một trong những lực lượng ủng hộ Bolshevik mạnh nhất. Sau khi kết thúc nội chiến chính sách Cộng sản thời chiến bị thay thế bằng Chính sách kinh tế mới.